# Vornesholmen
Vornesholmen est une île norvégienne du comté de Vestland appartenant administrativement à Bømlo.

## Description
Rocheuse et couverte d'une légère végétation, à fleur d'eau, elle s'étend sur environ 178 m de longueur pour une largeur approximative de 125 m. 